# Halotthia
Halotthia är ett släkte av svampar. Halotthia ingår i familjen Zopfiaceae, ordningen Pleosporales, klassen Dothideomycetes, divisionen sporsäcksvampar och riket svampar.
|           | Zopfia                                 |
|           |                                        |
|           | Caryospora                             |
|           |                                        |
|           | Rechingeriella                         |
|           |                                        |
|           | Richonia                               |
|           |                                        |
|           | Coronopapilla                          |
|           |                                        |
|           | Celtidia                               |
|           |                                        |
|           | Zopfiofoveola                          |
|           |                                        |
| Halotthia | \| \| Halotthia posidoniae \| \| \| \| |
|           | \| \| Halotthia posidoniae \| \| \| \| |
|           | Halotthia posidoniae                   |
|           |                                        |

|  | Halotthia posidoniae |
|  |                      |